# Soniaczne (rejon pokrowski)
Soniaczne (ukr. Сонячне, do 2024 Skuczne, ukr. Скучне) – osiedle na Ukrainie, w obwodzie donieckim, w rejonie pokrowskim, w hromadzie Oczeretyne. W 2001 liczyło 14 mieszkańców.